# Kanonloppet 1962
Kanonloppet 1962 je bila petnajsta neprvenstvena dirka Formule 1 v sezoni 1962. Odvijala se je 12. avgusta 1962 na švedskem dirkališču Karlskoga Circuit. 

## Dirka
| Poz | Dirkač                  | Moštvo                    | Konstruktor           | Čas/Odstop    | Št. m. |
| --- | ----------------------- | ------------------------- | --------------------- | ------------- | ------ |
| 1   | Masten Gregory          | UDT Laystall Racing Team  | Lotus-BRM             | 42:51.3       | 6      |
| 2   | Roy Salvadori           | Bowmaker Racing Team      | Lola-Climax           | + 7.3 s       | 4      |
| 3   | Jo Bonnier              | Porsche System Motorering | Porsche               | + 7.5 s       | 3      |
| 4   | Innes Ireland           | UDT Laystall Racing Team  | Lotus-Climax          | + 36.7 s      | 2      |
| 5   | Ian Burgess             | Anglo-American Equipe     | Cooper Special-Climax | 29 krogov     | 7      |
| 6   | Carel Godin de Beaufort | Ecurie Maarsbergen        | Porsche               | 29 krogov     | 8      |
| Ods | Bernard Collomb         | Bernard Collomb           | Cooper-Climax         | Motor         | 9      |
| Ods | John Surtees            | Bowmaker Racing Team      | Lola-Climax           | Ventil        | 1      |
| Ods | Graham Hill             | Rob Walker Racing Team    | Lotus-Climax          | Puščanje olja | 5      |
| Ods | Olle Nygren             | Ecurie Excelsior          | Lotus-Climax          | Menjalnik     | 10     |
| DNS | John Campbell-Jones     | Emeryson Cars             | Emeryson-Climax       | Poškodba      |        |
| DNS | Tony Settember          | Emeryson Cars             | Emeryson-Climax       |               |        |
| DNS | Kurt Kuhnke             | Kurt Kuhnke               | Lotus-Borgward        | Brez motorja  |        |
| DNS | David Piper             | David Piper               | Lotus-Climax          |               |        |

- Najboljši štartni položaj: John Surtees - 1:25.4
- Najhitrejši krog: Innes Ireland - 1:24.1